# あなたに挑戦!
『あなたに挑戦!』（あなたにちょうせん）とは、NHK総合テレビにて1972年4月5日から1975年3月27日にかけて放映されたクイズ番組である。全128回（+正月特集3回）。

## 概要
それまで放送されていたクイズ番組『チャンスだピンチだ』に代わって開始した。子ども向けの時間帯に放映され、出場者を小学生に限定していた点で、クイズ番組としては特異なものであった。
視聴者から選ばれた4名（1973年3月放送分では5名）の小学生（4年生以上）が出場者となりクイズに回答する。毎回様々な分野のゲストが出場し、そのゲストに因んだ問題が出題された。優勝者は、番組の最後でそのゲストに因んだ扮装をして現れるというのがご褒美（？）になっていた。
扮装の例（ゲスト→扮装）
- 南極探検隊隊員→ペンギンの着ぐるみ
- 昆虫学者→蝶の扮装（背中に羽、頭に触角をつける）
- 大河ドラマ『国盗り物語』の羽柴秀吉役・火野正平→足軽の具足で火野と簡単な殺陣

出題には『レンズはさぐる』で導入された9面マルチスクリーンが使用された。なお9面マルチスクリーンは、次番組『ぼくらチャレンジャー』（司会：吉田広アナウンサー、レギュラー：春風こう太・ふく太）にも受け継がれた。

## 放送時間
- 1972年4月5日 - 1973年3月14日 水曜18:20 - 18:45 （再放送：金曜17:05 - 17:30）
- 1973年4月5日 - 1975年3月27日 木曜18:05 - 18:30 （再放送：金曜17:05 - 17:30）
平日18:05 - 18:20に放送された人形劇枠との枠交換により、放送枠が繰り上がった。

なお大相撲中継のある時は、再放送は休止される。

## 司会
- 長沢純

## アシスタント
- 丘かおる
- 今井淳子（1974年4月4日以降）

## 出題ナレーター
- 新道乃里子

## 番組内容
クイズ構成は前期・後期の2種類がある。

### 前期
10点コーナー
○×クイズで、出題された問題に「〇」か「×」で答える。正解すれば10点獲得。
20点コーナー
ゲストに関するクイズ。正解すれば20点。
30点コーナー
マルチスクリーンを使い、注意力や記憶力に関するクイズに答える。正解すれば30点だが、誤答は10点減点。
40点コーナー
40点を賭けたゲームなどに挑戦する。
50点コーナー
マルチスクリーンを使い、9つのジャンル問題の中から1つ選んで答える。クイズは三者択一方式。正解すれば50点。
ハプニングコーナー
冒頭、ある一つのテーマを行い、番組が終わるまでどうなる事が起きるかを近似値で答える。そして50点コーナーが終了後に正解を発表、ずばり当てれば100点、ずばりが無かった場合は一番近い回答に60点を獲得。

## 正月特集
毎年最初の放送は、芸能人やスポーツ選手などを解答者に招き、放送枠を拡大して放送された。最初の2回は親子大会だったが、最後は東西対抗だった。
| 放送年 | 放送日 | 放送時間（JST）   | 解答者 | 備考                             |
| ------ | ------ | ----------------- | --- | -------------------------------- |
| 1973   | 1月3日 | 水曜18:15 - 18:50 | 初代林家三平親子、田子ノ浦（元：関脇出羽錦）親子、黒江透修（当時：読売ジャイアンツ内野手）親子、三ツ矢歌子親子、岡部冬彦親子 |                                  |
| 1974   | 1月4日 | 金曜18:00 - 18:45 | 長谷川裕見子親子、牟田悌三親子、四代目三遊亭金馬（現：二代目金翁）親子、馬場のぼる親子、小野清子親子                         |                                  |
| 1975   | 1月2日 | 木曜18:05 - 18:50 | 東軍：林家こん平、金田正一（当時：ロッテオリオンズ監督）、ペドロ&カプリシャス、町田SSSサッカー少年団、大泉スワロー体操クラブ | 特別アシスタント：スクールメイツ |
| 1975   | 1月2日 | 木曜18:05 - 18:50 | 西軍：うつみ宮土理、輪島大士（当時：第54代横綱）、伊藤一葉、リトルリーグ、池田敬子健康体操教室                               | 特別アシスタント：スクールメイツ |

## スタッフ
- 問題作成[1]:芦ヶ原伸之、重金碩之、飯塚よし照

- 音楽:広瀬量平

- 演奏:アンサンブル・シャルマン

- 出題イラスト:飯塚よし照（『チャンスだピンチだ』から引き続き担当）

## 関連書籍
「NHKクイズ　あなたに挑戦!」（学習研究社ジュニアチャンピオンコース）